# Соовіку
Со́овіку (ест. Sooviku küla) — село в Естонії, у волості Вільянді повіту Вільяндімаа.

## Населення
Чисельність населення на 31 грудня 2011 року становила 34 особи.

## Історія
З 19 грудня 1991 до 25 жовтня 2017 року село входило до складу волості Тарвасту.

## Пам'ятки природи
На північ від села розташовувався видовий заповідник Калбузе, з якого через відсутність природно-ціннісних об'єктів 7 липня 2016 року постановою Уряду Естонії знятий природоохоронний статус.